# Wahlstorf (Mecklenburg)
Wahlstorf is een ortsteil van de Duitse gemeente Gehlsbach in Mecklenburg-Voor-Pommeren. Tot 1 januari 2014 was Wahlstorf een zelfstandige gemeente in de Landkreis Ludwigslust-Parchim.